# Pleurothallis lenae
Pleurothallis lenae är en orkidéart som beskrevs av Carlyle August Luer och Stig Dalström. Pleurothallis lenae ingår i släktet Pleurothallis och familjen orkidéer.
Artens utbredningsområde är Ecuador. Inga underarter finns listade i Catalogue of Life.